# Arrière-fond (récit)
Paru en mai 2010 chez Gallimard, ce texte de Pierre Guyotat raconte un moment crucial de l’adolescence de l’auteur : un séjour dans le Nord de l’Angleterre pendant l’été 1955 et la prise de conscience de la force du désir créateur sur fond de désir sexuel ambivalent.
Le livre a été traduit en anglais (américain) en 2014, chez Semiotext(e) (en).